# روبرت هينسون
روبرت هينسون (بالإنجليزية: Robert Henson)‏ هو لاعب كرة قدم أمريكية أمريكي، ولد في 27 يناير 1986 في لونغفيو في الولايات المتحدة.

## وصلات خارجية
- روبرت هينسون على موقع مرجع كرة القدم المحترفة.كوم (الإنجليزية)